# 安蒂·卡利奥迈基
安蒂·卡利奥迈基（芬蘭語：Antti Kalliomäki，1947年1月8日—），芬兰从政人物及男子田径运动员。他为芬兰社会民主党党员，1983至2011年间为芬蘭議會议员。自2011年起他退出了政坛。
他曾代表芬兰参加1972年、1976年和1980年夏季奥林匹克运动会田径比赛，获得一枚银牌。